# ダニー・ファン・ポッペル
ダニー・ファン・ポッペル（Danny van Poppel、1993年7月26日 - ）は、オランダ、ユトレヒト州出身の自転車競技（ロードレース）選手。自転車選手、ジャン＝ポール・ファン・ポッペルの息子であり、同じく自転車選手のボーイ・ファン・ポッペルは兄。

## 経歴
2010年、ジュニア時代から数々の勝利を挙げる。
2012年、ラボバンク・コンチネンタルにてプロキャリアスタート。
2013年、ヴァカンソレイユ・DCMに移籍。19歳でツール・ド・フランスに出場（第16ステージでDNF）。
2014年、トレック・ファクトリーレーシングに移籍。
2015年、ブエルタ・ア・エスパーニャにて、集団スプリントを制してUCIワールドツアー初勝利を挙げた。
2016年、チーム・スカイに移籍。多くのレースでポイント賞や区間優勝の成果を残した。
2018年、チーム・ロットNL・ユンボに移籍。
2020年、シルキュス・ワンティ・ゴベールに移籍
2022年、ボーラ＝ハンスグローエに移籍

## 主な戦績

### 2012年
- テューリンゲン・ルントファールト　区間優勝（第1,2,5ステージ）
- ブエルタ・ア・カスティーリャ・イ・レオン　区間優勝（第1ステージ）

### 2014年
- ドリダーフス・ファン・ウェスト＝フラーンデレン　区間優勝（第1ステージ）
- スヘルデプライス　3位
- ツール・ド・ルクセンブルク　区間優勝（プロローグ）

### 2015年
- ドリダーフス・ファン・ウェスト＝フラーンデレン　区間優勝（第2ステージ）
- ツール・ド・ワロニー　ポイント賞（第2,5ステージ優勝）
- ブエルタ・ア・エスパーニャ　区間優勝（第12ステージ）

### 2016年
- ツール・ド・ヨークシャー　区間優勝（第2ステージ）
- ブエルタ・ア・ブルゴス　ポイント賞（第1,3ステージ優勝）
- アークティック・レース・オブ・ノルウェー　区間優勝（第2ステージ）

### 2017年
- ヘラルド・サン・ツアー　区間優勝（プロローグ）
- ツール・ド・ポローニュ　区間優勝（第5ステージ）

### 2018年
- ボルタ・ア・ラ・コムニタ・バレンシアナ 区間優勝（第1ステージ）
- ハル〜インホーイヘム　優勝
- バンシュ〜トゥルネ〜バンシュ　優勝

### 2020年
- Gooikse Pijl（英語版） 優勝

### 2021年
- エグモント・サイクリング・レース 優勝
- ベネルクス・ツアー  ポイント賞
- バンシュ〜シメイ〜バンシュ 優勝

### 2023年
- ルント・ウム・ケルン 優勝
- ツアー・オブ・ブリテン 区間優勝（第6ステージ）

### 2025年
- ツール・ド・ハンガリー（英語版）  ポイント賞（第1、2ステージ優勝）
- オランダ選手権　個人ロードレース 優勝